# چورو

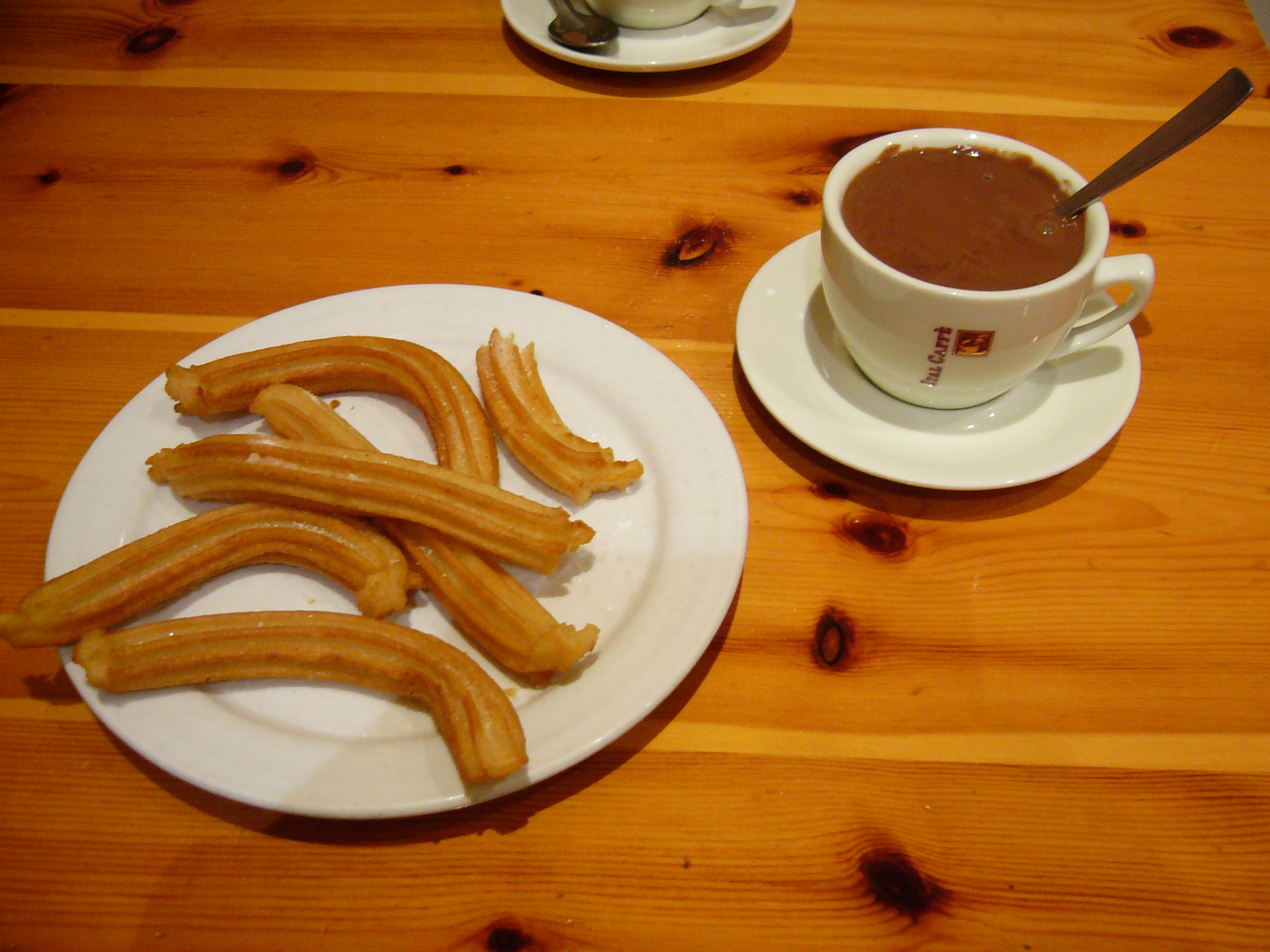
چند بامیه تقدیم شده با شکلات داغ غلیظ.

بامیه، نوعی تنقلات است که از شیرینی خمیر سرخ‌شده، عمدتاً خمیر پفی، درست می‌شود. بامیه در ایران، عراق، پاکستان، ترکیه، اسپانیا، فرانسه، فیلیپین، پرتغال محبوبست. در ایران، بامیه‌ها می‌توانند نازک (و گاهی گره‌خورده) یا دراز و کلفت باشند. آنها معمولاً در ماه رمضان برای افطار یا همراه چای داغ یا قهوه زده شده و خورده می‌شوند.

## نگارخانه

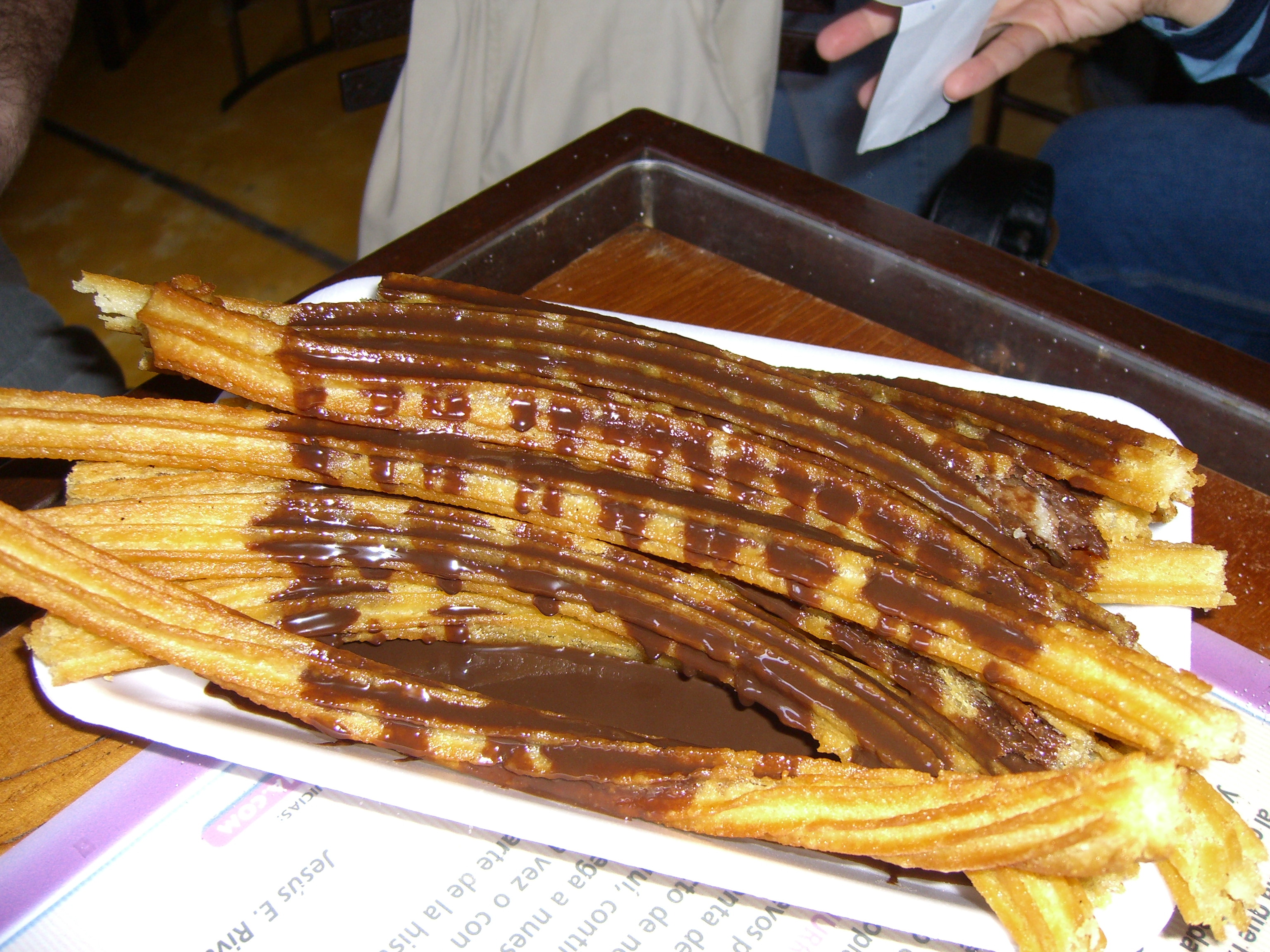
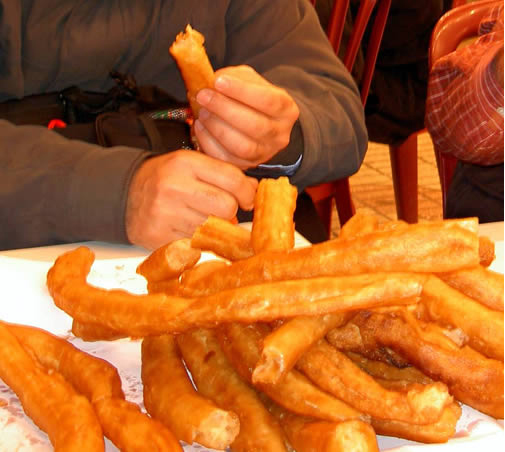